# Кристиан Йохан фон Лайнинген-Вестербург
Кристиан Йохан фон Лайнинген-Вестербург (на немски: Christian Johannes von Leiningen-Westerburg; * 31 август 1730; † 20 февруари 1770) е граф на Лайнинген-Вестербург в Алтлайнинген (1751 – 1770).

## Произход
Той е най-възрастният син на граф Георг Херман фон Лайнинген-Вестербург в Алтлайнинген (1679 – 1751) и втората му съпруга графиня Шарлота Вилхелмина фон Папенхайм (1708 – 1792).

## Фамилия
Кристиан Йохан се жени на 5 декември 1754 г. за Кристиана Франциска Елеонора, вилд- и Рейнграфиня цу Грумбах, графиня фон Залм (* 10 август 1735; † 29 ноември 1809). Те имат децата:
- Кристиан Карл (1757 – 1811)
- Фридрих (1758 – 1758)
- Карл Фридрих Лудвиг (1760 – 1761)
- Фридрих I Лудвиг Кристиан (1761 – 1839), граф на Лайнинген-Вестербург в Алтлайнинген, женен I. 1792 г. (развод 1798) за Шарлота Бернхардина Вилхелмина Кристина фон Цех и Раутенбург (1777 – 1841), II. 1813 г. за Елеонора Мария Брайтвизер, направена графиня фон Бретвитц (1781 – 1841). Децата от втория му брак са легитиминирани след женитбата на родителите им
- Лудвиг (1763 – 1763
- Георг Вилхелм Франц (1766 – 1819), женен 1815 г. за Доротея Франциска Шрауд, направена графиня фон Шраут
- Леополд Кристиан Карл (1767 – 1767)
- Вилхелм Кристиан (1768 – 1768)
- Шарлота Франциска Кристиана (1755 – 1756)
- Шарлота Леополдина Катарина Доротея (1756 – 1756)
- Шарлота Фридерика Франциска (1759 – 1831), омъжена на 17 април 1775 г. за граф Кристиан Хайнрих фон Сайн-Витгенщайн-Берлебург (1753 – 1800), от 1792 г. княз